# Pardosa partita
Pardosa partita là một loài nhện trong họ Lycosidae.
Loài này thuộc chi Pardosa. Pardosa partita được Eugène Simon miêu tả năm 1885.